# FK Bodø/Glimt
FK Bodø/Glimt este un club de fotbal din orașul Bodø, Norvegia. Suporterii sunt cunoscuți sub numele de "Den Gule Horde" (Hoarda Galbenă).

## Palmares
| Național | Liga norvegiană | Cea mai bună clasare | Sezoane                |
| -------- | --------------- | -------------------- | ---------------------- |
| Național | Eliteserien     | Campioană            | 2020, 2021, 2023, 2024 |
| Național | Eliteserien     | Locul 2 :            | 1977, 1993, 2003, 2019 |
| Național | OBOS-ligaen     | Campioană            | 2013, 2017             |
| Național | OBOS-ligaen     | Play-off :           | 2007                   |
| Național | Cupa Norvegiei  | Câștigătoare         | 1975, 1993             |
| Național | Cupa Norvegiei  | Finalistă :          | 1977, 1996, 2003       |

| Câștigătoare | 1930, 1933, 1934, 1939, 1952, 1963, 1964, 1967, 1969 |
| Finalistă :  | 1949, 1955, 1961, 1962, 1966                         |

## Rezultate
| 2003 | Bodø/Glimt | 1 - 3 | Rosenborg      |
| 1996 | Bodø/Glimt | 1 - 2 | Tromsø         |
| 1993 | Bodø/Glimt | 2 - 0 | Strømsgodset   |
| 1977 | Bodø/Glimt | 0 - 1 | Lillestrøm     |
| 1975 | Bodø/Glimt | 2 - 0 | Vard Haugesund |

| 1969 | Bodø/Glimt | 3 - 2 | Mjølner |

## Lotul actual
La 6 februarie 2025.
| Nr. |           | Poziție | Jucător                |
| --- | --------- | ------- | ---------------------- |
| 1   | Norvegia  | P       | Julian Faye Lund       |
| 2   | Danemarca | F       | Villads Nielsen        |
| 4   | Norvegia  | F       | Odin Bjørtuft          |
| 5   | Norvegia  | F       | Haitam Aleesami        |
| 6   | Norvegia  | F       | Jostein Gundersen      |
| 7   | Norvegia  | M       | Patrick Berg (căpitan) |
| 8   | Norvegia  | M       | Sondre Auklend         |
| 9   | Danemarca | A       | Kasper Høgh            |
| 10  | Norvegia  | A       | Jens Petter Hauge      |
| 11  | Norvegia  | A       | Ole Didrik Blomberg    |
| 12  | Rusia     | P       | Nikita Haikin          |
| 14  | Norvegia  | M       | Ulrik Saltnes          |
| 15  | Norvegia  | F       | Fredrik André Bjørkan  |
| 16  | Norvegia  | M       | Syver Skeide           |

| Nr. |           | Poziție | Jucător             |
| --- | --------- | ------- | ------------------- |
| 17  | Norvegia  | M       | Gaute Høberg Vetti  |
| 18  | Norvegia  | F       | Brede Moe           |
| 19  | Norvegia  | M       | Sondre Brunstad Fet |
| 20  | Norvegia  | M       | Fredrik Sjøvold     |
| 21  | Norvegia  | A       | Andreas Helmersen   |
| 24  | Norvegia  | A       | Daniel Bassi        |
| 25  | Norvegia  | F       | Isak Dybvik Määttä  |
| 26  | Norvegia  | M       | Håkon Evjen         |
| 27  | Norvegia  | A       | Sondre Sørli        |
| 30  | Norvegia  | P       | Tidemann Nicolaysen |
| 44  | Norvegia  | P       | Magnus Brøndbo      |
| 45  | Norvegia  | P       | Isak Sjong          |
| 77  | Danemarca | A       | Mikkel Bro Hansen   |
| 95  | Danemarca | M       | Jeppe Kjær          |